# Olympische Jugend-Winterspiele 2012/Teilnehmer (Armenien)
| Gelbes Symbol für Goldmedaillen mit stilisierten Olympischen Ringen | Graues Symbol für Silbermedaillen mit stilisierten Olympischen Ringen | Braundes Symbol für Bronzemedaillen mit stilisierten Olympischen Ringen |
| ------------------------------------------------------------------- | --------------------------------------------------------------------- | ----------------------------------------------------------------------- |
| —                                                                   | —                                                                     | —                                                                       |

Armenien nahm an den Olympischen Jugend-Winterspielen 2012 in Innsbruck mit drei Athleten in zwei Sportarten teil.

## Sportarten

### Biathlon
| Athleten          | Wettbewerb  | Zeit (Schießfehler) | Rang |
| ----------------- | ----------- | ------------------- | ---- |
| Mädchen           |             |                     |      |
| Schenja Grigorjan | 6 km Sprint | DNF                 | DNF  |

### Skilanglauf
| Athleten           | Wettbewerb      | Qualifikation | Qualifikation | Viertelfinale      | Viertelfinale      | Halbfinale         | Halbfinale         | Finale             | Finale             |
| Athleten           | Wettbewerb      | Zeit          | Rang          | Zeit               | Rang               | Zeit               | Rang               | Zeit               | Rang               |
| ------------------ | --------------- | ------------- | ------------- | ------------------ | ------------------ | ------------------ | ------------------ | ------------------ | ------------------ |
| Jungen             |                 |               |               |                    |                    |                    |                    |                    |                    |
| Hratschik Sahakjan | 10 km klassisch |               |               |                    |                    |                    |                    | 38:25,7 min        | 45                 |
| Hratschik Sahakjan | Sprint          | 2:02,56 min   | 45            | nicht qualifiziert | nicht qualifiziert | nicht qualifiziert | nicht qualifiziert | nicht qualifiziert | nicht qualifiziert |
| Mädchen            |                 |               |               |                    |                    |                    |                    |                    |                    |
| Lilit Tonojan      | 5 km klassisch  |               |               |                    |                    |                    |                    | 20:59,6 min        | 39                 |
| Lilit Tonojan      | Sprint          | 2:28,11 min   | 39            | nicht qualifiziert | nicht qualifiziert | nicht qualifiziert | nicht qualifiziert | nicht qualifiziert | nicht qualifiziert |